# Romeo A. Horton
Romeo Alexander Horton est né le 20 août 1923 et mort en 2005, était un économiste, banquier et fonctionnaire libérien. Horton a conçu l’idée de la Banque africaine de développement et a été l’un des fondateurs de la banque,.

## Début de la vie
Romeo Horton est né du révérend Daniel Horton, un ministre jamaïcain, et d'Ora Milner Horton, une Afro-Américaine de Géorgie, le 20 août 1923, à Monrovia, au Libéria. Horton a commencé ses études à l' Institut Ricks en Virginie, au Libéria, sous la tutelle de son père qui était directeur. Le père de Horton a été transféré au Institut Booker de Washington (en) plus précisément au département de l'agriculture et Horton s'y est également inscrit et a obtenu son diplôme de huitième année en 1937. Horton est diplômé du Morehouse College à Atlanta, en Géorgie.

## Carrière professionnelle
En tant qu’homme d’affaires, il a été le fondateur et président de la Banque du Libéria. Il a brièvement occupé le poste de président de Liberia National Airlines,.
En tant que fonctionnaire, il a été conseiller économique de William Tubman, le 19e président du Libéria, avant d'être promu secrétaire du Commerce, de l'Industrie et du Travail. Il était le président du Groupe de soutien aux élections au Libéria et le directeur général de la Communauté économique des États de l'Afrique de l'Ouest,.
Ses mémoires, For Country, Africa, and My People, ont été publiés en 2004.